# Блачко језеро
Блачко језеро настало је након отицања Топличког неогеног језера, у старијем плеистоцену, у басену ерозивног порекла. Налази се у северозападном делу Топличке котлине, поред варошице Блаце на надморској висини од 385 m.
Басен Блачког језера, према Јовану Цвијићу, представља део напуштеног корита реке Блаташнице и није ништа друго до лактаста мртваја. После извршене пиратерије, Блаташница је наставила да усеца своје корито. То значи да је језеро ерозивног, флувијалног порекла, данас око 2 m изнад Блаташнице, због чега га она храни све мањом количином воде чак и при високим водостајима. Због тога се оно брзо претвара у мочвару, чему доприноси и топла жупска клима са мало падавина.
Језеро се простире у дужини од 800 а широко је 200 m . Његова површина износи 12 ha.
Вода у језеру обнавља се на више начина. Један од њих је преливањем воде Блаташнице у време високих пролећних водостаја на тој реци. Овим преливањем побољшава се и водни биланс језера. Други начин је подземним притицањем воде јер постоји стална подземна веза између језера и реке. Такође, језеро се храни водом од падавина чија годишња висина у овом делу Србије износи 630 mm.
Језеро се налази у последњем стадијуму свог развоја и пример је брзог ишчезавања лимнолошких објеката.

## Биљни свет језера
Блачко језеро је богато обрасло вегетацијом. Богатство вегетације условљено је већим бројем фактора. Један од њих су минералне материје којима су богати извори подземних вода који се сливају ка језеру. На обиман раст вегетације утичу и надморска висина језера, топла вода и дебеле наслаге тресета на језерском дну. Због обиља хидрофилне вегетације и тресета језерска вода у ведарцима, познатим под називом „ока”, тамномрке је боје и мале провидности а обалска линија језера слабо је изражена. Густа вегетација, која отежава приступ језеру, једним делом је и последица далеко одмакле фазе његове еволуције. Језеро има и мали привредни значај јер трска која у њему расте се сече, суши и користи у грађевинарству. Због свега овога оно је интересантније за биолошка него за хидролошка истраживања.